# Terina overlaeti
Terina overlaeti là một loài bướm đêm trong họ Geometridae.